# 西定坊書院
西定坊書院是靖海侯施琅於康熙二十二年（1683年）在臺灣府治（今臺南市）創建，是為台灣第一所以「書院」為名出現的教育機構單位。《據台灣府志》記載：「西定坊書院康熙二十二年，為將軍侯施琅建。」其後於1698年和1704年，常光裕和王之麟分別再建西定坊書院。但其實質性質都屬於義學過度到正式書院的雛形書院。直至康熙四十三年（1704年），台灣知府衛台揆始建的崇文書院才是真正意義上的台灣最早設立的典型書院。施琅所建西定坊書院其原址及詳細運作模式，由於目前文獻所載幾希，已不可考。